# Franz Krampf
Franz Krampf (* 11. Dezember 1875 in Bad Kissingen; † 1945) war ein deutscher Architekt mit Arbeitsschwerpunkt im bayerischen Staatsbad Bad Kissingen.

## Leben
Krampf war eines von sechs Kindern des Hoteliers Wilhelm Krampf (1831–1917), Inhaber des Hotels „Wittelsbacher Hof“ in Bad Kissingen, und der Bierbrauers- und Gastwirtstochter Barbara (Babette) Graser (1836–1908) aus Untersteinbach (heute Rauhenebrach, Landkreis Haßberge) und wuchs im Haus Salinenstraße 16 auf (heute: Von-Hessing-Straße). Sein älterer Bruder war der Architekt Carl Krampf.
Franz Krampf stand viele Jahre im Schatten seines bekannteren Bruders. Erst nach dessen Tod (1910) konnte Franz Krampf seine wichtigsten Bauten verwirklichen. Sein Arbeitsschwerpunkt lag im Bau von Bad Kissinger Wohnhäusern und Kurheimen (Pensionen) in zeitgemäßem Jugendstil.
Der in den Jahren 1910 und 1911 am damaligen Stadtrand errichtete Bad Kissinger Tattersall als vor Wind und Wetter schützende Reithalle ist rückblickend wohl sein bekanntestes Bauwerk. Viele seiner Bauwerke stehen heute unter Denkmalschutz.
Krampf heiratete Elsa Borchardt. Er starb 1945 in einem Gefängnis des Nazi-Regimes und wurde auf dem Bad Kissinger Kapellenfriedhof im Grab seines 35 Jahre zuvor verstorbenen Bruders Carl beigesetzt (Grabnummer 24).

## Bauten und Entwürfe
- 1910: Umbau des Sanatoriums Dapper in Bad Kissingen, Menzelstraße 21 (Ursprungsbau 1893–1894 von seinem Bruder Carl)
- 1910: Umbau eines viergeschossigen Sanatoriums in Bad Kissingen, Theresienstraße 12 (Ursprungsbau 1897 von seinem Bruder Carl)
- 1910: dreigeschossiges Kurhotel in Bad Kissingen, Theresienstraße 10
- 1910–1911: dreigeschossiges Kurhotel in Bad Kissingen, Kurhausstraße 11a
- 1911: Tattersall in Bad Kissingen, Reithausplatz 2 (heute als Veranstaltungszentrum genutzt)
- 1911: dreigeschossiges Wohnhaus in Bad Kissingen, Promenadestraße 17
- 1911: dreigeschossiges Wohnhaus in Bad Kissingen, Promenadestraße 26
- 1911: viergeschossiges Wohn- und Geschäftshaus in Bad Kissingen, Untere Marktstraße 8
- 1911: dreigeschossiges Mehrfamilienwohnhaus in Bad Kissingen, Hartmannstraße 28
- 1913: zweigeschossiges Wohnhaus in Bad Kissingen, Kurhausstraße 43
- 1935: Friedhofsanlage in Frauenroth (eingeweiht am 29. Mai 1939)